# Ambassade du Maroc au Canada
L'ambassade du Maroc au Canada est la représentation diplomatique du royaume du Maroc auprès du Canada. Elle est située a Ottawa, la capitale du pays.
Son ambassadeur est, depuis le 20 avril 2018, Souriya Otmani.

## Ambassade
L'ambassade est située au 38, chemin Range, Ottawa, Ontario K1N 8J4.

## Consulats
- Montréal: consulat général
- Toronto: consulat général

## Liste des ambassadeurs
|    | Ambassadeur          | Image | Date de la nomination | Date de présentation des lettres de créance | Date de fin de mission | Monarques du Maroc    | Gouverneur(e) général(e) du Canada      |
| -- | -------------------- | ----- | --------------------- | ------------------------------------------- | ---------------------- | --------------------- | --------------------------------------- |
| 1  | Noureddine Hasnaoui, |       |                       |                                             |                        | Hassan II             | Edward Schreyer                         |
| 2  |                      |       |                       |                                             |                        | Hassan II             | Edward Schreyer                         |
| 3  | Maati Jorio          |       | 17 janvier 1987       |                                             |                        | Hassan II             | Edward Schreyer                         |
| 4  | Tajeddine Baddou,    |       | 1991                  |                                             | 1997                   | Hassan II             | Ramon John Hnatyshyn/Roméo LeBlanc      |
| 5  | Abdelkader Lecheheb  |       | 23 février 1998       | 27 mai 1998                                 | 29 avril 2003          | Hassan II/Mohammed VI | Roméo LeBlanc/Adrienne Clarkson         |
| 6  | Mohamed Tangi,       |       | 30 avril 2003         | 11 septembre 2003                           |                        | Mohammed VI           | Adrienne Clarkson                       |
| 7  | Nouzha Chekrouni     |       | 21 janvier 2009       | 31 mars 2009                                | 13 octobre 2016        | Mohammed VI           | Michaëlle Jean/David Lloyd Johnston     |
| 8  | Mohamed Lotfi Aouad  |       | 13 octobre 2016,      | 12 décembre 2016,                           | 12 février 2017,       | Mohammed VI           | David Lloyd Johnston                    |
| 9  |                      |       |                       |                                             |                        | Mohammed VI           |                                         |
| 10 | Souriya Otmani       |       | 20 avril 2018,        | 29 juin 2018                                |                        | Mohammed VI           | Julie Payette/Richard Wagner/Mary Simon |

## Marocains résidents au Canada
Selon le Haut-Commissariat au plan le nombre de marocains résidant au Canada en 2005 s'élevait à 100.000 personnes.
En 2018, le ministère délégué chargé des Marocains résidant à l’étranger comptait 74 983 personnes le nombre de marocains résidant au Canada.

## Galerie

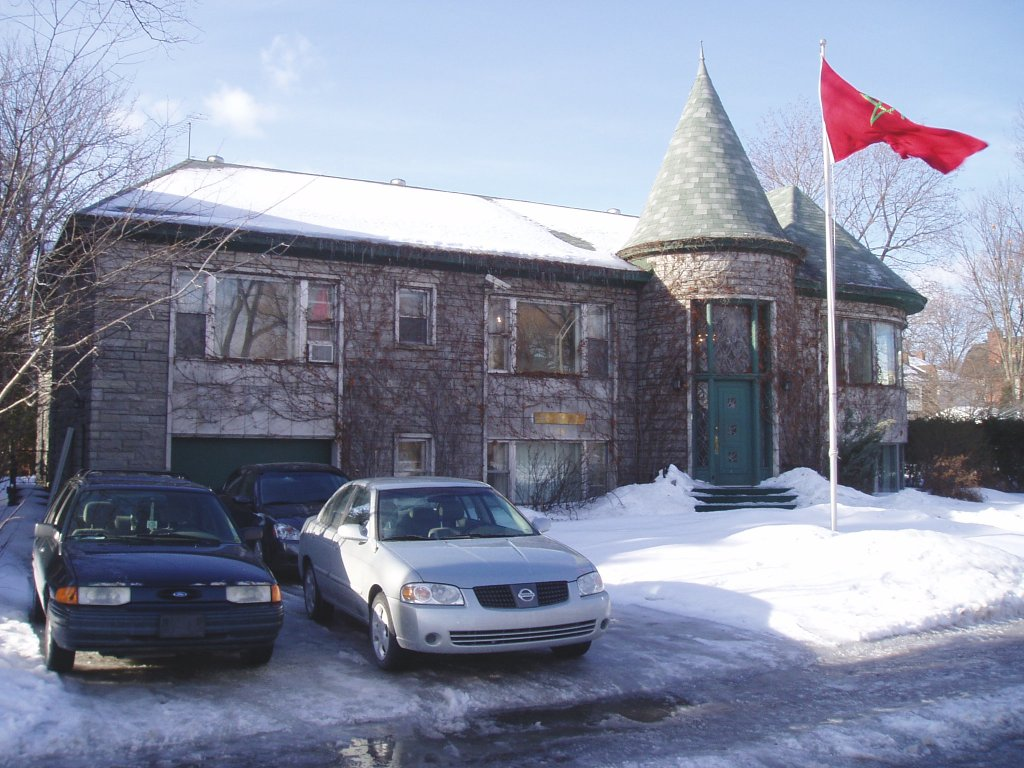
Ancien siège de l'ambassade